# ELISA (test immunoenzymatyczny)
ELISA (ang. enzyme-linked immunosorbent assay) – test immunoenzymatyczny lub immunoenzymosorpcyjny, jeden z najpowszechniej stosowanych testów w badaniach biomedycznych, zarówno naukowych, jak i diagnostycznych. Służy do wykrycia określonych białek w badanym materiale z użyciem przeciwciał poliklonalnych lub monoklonalnych skoniugowanych z odpowiednim enzymem.
W podstawowej wersji testu ELISA pewna ilość antygenu unieruchomiona jest na powierzchni fazy stałej. Wykonanie testu rozpoczyna się od wprowadzenia materiału biologicznego (najczęściej surowicy lub osocza), w którym badana będzie obecność przeciwciał specyficznych dla unieruchomionego antygenu. Unieruchomiony antygen i specyficzne dla niego przeciwciała – o ile są obecne w materiale biologicznym – tworzą kompleks immunologiczny, dzięki któremu przeciwciało zostaje trwale związane z podłożem. Po przepłukaniu środowiska reakcji dodawany jest tak zwany koniugat, czyli przeciwciało (skierowane przeciw przeciwciałom ludzkim) połączone wiązaniem kowalencyjnym z enzymem. Po ponownym przepłukaniu środowiska reakcji i dodaniu odpowiedniego substratu enzym zawarty w koniugacie katalizuje reakcję, której produkt (najczęściej barwny) można ocenić ilościowo metodą spektrofotometryczną, służącą do pomiaru intensywności barwy. Poziom intensywności barwy, zależny od stężenia produktu reakcji enzymatycznej, jest proporcjonalny do stężenia przeciwciał w próbce. Równolegle do próbek badanych przeprowadza się analogiczne etapy reakcji dla surowic kalibracyjnych (tzw. kalibratorów), o znanym stężeniu badanego przeciwciała. Wyniki uzyskane dla kalibratorów pozwalają wykreślić krzywą kalibracyjną, stanowiącą wykres zależności intensywności barwy od stężenia przeciwciał w próbce. Z równania krzywej kalibracyjnej oblicza się stężenie przeciwciał w próbkach badanych. Należy jednak zdawać sobie sprawę z faktu, że przedstawiony powyżej opis działania metody jest silnie uproszczony i może podlegać wielu modyfikacjom, a najważniejsze z nich przedstawiono w dalszej części artykułu.
Test ELISA należy do szerszej grupy tak zwanych testów fazy stałej, ale nie jest pierwszym, który został wynaleziony, chociaż jest jednym z najczęściej stosowanych. Pierwszą metodą z tej grupy, w której stosuje się przeciwciała znakowane radioizotopem, jest test RIA, za wynalezienie którego Rosalyn Yalow otrzymała w 1977 roku Nagrodę Nobla.

## Opłaszczanie i blokowanie fazy stałej

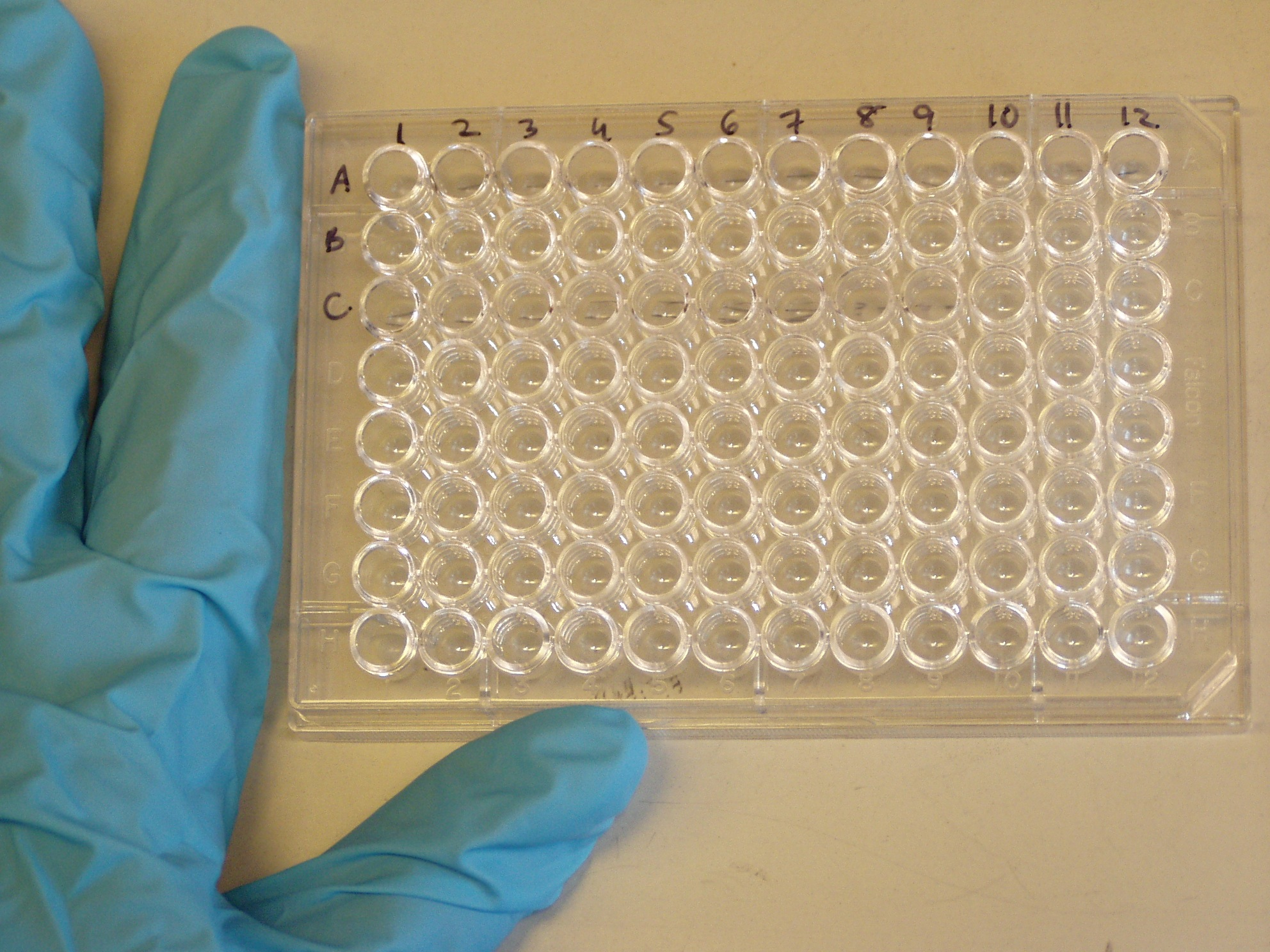
96-dołkowa płytka służąca zwykle do przeprowadzenia testu

Niezależnie od rodzaju przeprowadzanego badania, każdy test immunoenzymatyczny wymaga opłaszczenia fazy stałej przeciwciałem lub antygenem. Jako fazy stałej używa się zwykle płytek polistyrenowych lub pleksiglasowych ze studzienkami (dołkami), do których można dodawać niewielkie ilości roztworów. Każda studzienka pełni więc funkcję mikropróbówki, przy czym w testach ELISA używa się zwykle płytek 96-dołkowych. Oprócz płytek plastikowych możliwe jest także używanie innych materiałów, na przykład różnego rodzaju błon o ustalonym składzie chemicznym lub granulek materiału magnetycznego.
Opłaszczanie z reguły przeprowadza się przez dodanie do studzienki przeciwciała lub antygenu przeznaczonego do umieszczenia na fazie stałej. Całość jest następnie inkubowana przez określony czas, najpierw zwykle w temperaturze 37 °C, a potem 4 °C, choć możliwe są także inne metody, co zależy od przeprowadzanego badania. Temperatura jest jednym z najważniejszych czynników, nie może jednak przekroczyć 56 °C, gdyż w przypadku białek dojdzie do denaturacji. Istotne znaczenie może mieć także bufor, w którym zawieszony jest czynnik stosowany do opłaszczenia fazy stałej.
Po przeprowadzeniu opłaszczenia należy jeszcze zablokować miejsca niezajęte przez przeciwciało lub antygen. Dokonuje się tego za pomocą czynników blokujących, na przykład roztworu owoalbuminy lub odtłuszczonego mleka, co zapobiega nieselektywnemu przyłączaniu się białek do fazy stałej podczas następnych etapów testu, wymagających także inkubacji w określonych temperaturach.

## Odmiany ELISA

### SandwichELISA – test podwójnego wiązania

Sandwich ELISA. (1) Płytka jest pokrywana przeciwciałami specyficznymi; (2) dodawana jest próbka, i jeśli jest obecny antygen, wiąże się on do specyficznych przeciwciał; (3) antygen jest wyodrębniony z mieszaniny, po czym dodaje się przeciwciała wykrywające; (4) oraz drugorzędowe przeciwciała wyznakowane enzymem i wiążące przeciwciała wykrywające; (5) dodawany jest substrat, który jest konwertowany do wykrywalnej formy przez enzym na przeciwciałach drugorzędowych.

Ten rodzaj testu immunoenzymatycznego służy zwykle do określania stężenia danego białka (antygenu) w badanej próbce. Angielska nazwa tej metody – sandwich ELISA, czyli „kanapkowa ELISA” – bierze się stąd, że antygen wiązany jest pomiędzy dwiema warstwami przeciwciał, co najlepiej można prześledzić, obserwując przebieg tej metody. Cyfry w nawiasach oznaczają numery zamieszczonych rysunków.
Pierwszym krokiem jest umieszczenie swoistego względem danego antygenu przeciwciała na fazie stałej, na przykład płytce. Po wypłukaniu przeciwciał, które nie związały się z płytką, można dodać badany materiał. Jak nietrudno zauważyć, jeśli w owym materiale znajduje się poszukiwane białko, będzie się ono łączyć z przeciwciałami związanymi z płytką. Widać tutaj, jak ważna jest swoistość przeciwciała, od niej bowiem zależy, czy dany antygen zostanie związany i czy nie nastąpi sfałszowanie testu w wyniku związania innych, podobnych białek.
Po dodaniu badanego materiału płytkę znowu się przepłukuje. Teoretycznie więc na płytce powinny pozostać jedynie przeciwciała – a jeżeli badany antygen był obecny, do niektórych przynajmniej przeciwciał powinien być przyłączony antygen.
W tej chwili antygen jest już wyodrębniony z mieszaniny, dzięki użyciu swoistego przeciwciała, jednak osoba przeprowadzająca badanie nie jest jeszcze w stanie stwierdzić, czy tak się rzeczywiście stało. W tym celu dodawane jest kolejne przeciwciało, tym razem wyznakowane enzymem. Przeciwciało to również jest specyficzne względem poszukiwanego antygenu, jednak rozpoznaje inny rejon cząsteczki białkowej – dzięki temu przeciwciało użyte do wychwycenia antygenu nie blokuje przeciwciała znakowanego enzymem. Po przepłukaniu uzyskujemy strukturę kanapki – antygen rzeczywiście znajduje się pomiędzy dwiema warstwami przeciwciał. Teraz można dodać już substrat dla enzymu związanego z przeciwciałem. Zwykle stosuje się związki, które w wyniku reakcji enzymatycznej przechodzą w barwny produkt. Taki test ELISA jest więc także metodą kolorymetryczną. Najczęściej stosowane enzymy to fosfataza alkaliczna (substrat: fosforan p-nitrofenolu), peroksydaza chrzanowa (substrat: tetrametylobenzydyna) oraz oksydaza glukozowa (substrat: kwas 5-aminosalicylowy). Stosując spektrofotometr, można więc precyzyjnie określić natężenie barwy po określonym czasie trwania reakcji, dzięki czemu można również określić stężenie antygenu w materiale użytym do badań.

### Test ELISA bezpośredni i pośredni
Gdy antygen po związaniu przez przeciwciała umieszczone na płytce był wykrywany przez kolejne przeciwciało, które związano ze znacznikiem (enzymem). Taką metodę wykrywania antygenu, tzn. wykrywanie go za pomocą jednego tylko przeciwciała, nazywamy bezpośrednim testem ELISA. Zaletą tej metody jest jej szybkość w porównaniu do przedstawionej dalej metody pośredniej. Warto jednak zauważyć, że test bezpośredni wymaga obecności swoistego przeciwciała, które dodatkowo musi być wyznakowane enzymem. Zatem do wykrycia innego antygenu trzeba przygotować kolejną porcję znakowanych swoistych przeciwciał, co jest kosztowne i nie zawsze możliwe do wykonania. Tych wad nie posiada test pośredni, jest on jednak bardziej pracochłonny.
W przypadku pośredniego testu ELISA przeciwciało monoklonalne rozpoznające swoiście antygen (przeciwciało pierwszorzędowe, ang. primary antibody) nie jest znakowane. Znakowane jest natomiast przeciwciało drugorzędowe (ang. secondary antibody) przyłączające się do przeciwciała pierwszorzędowego, rozpoznające dany izotyp (patrz: przeciwciało) immunoglobulin.
Jeżeli zatem do wykrycia antygenu używamy swoistego przeciwciała klasy IgG, to drugie przeciwciało musi rozpoznawać właśnie przeciwciała klasy IgG, niezależnie od tego, jaką wykazują one specyficzność. Zaletą tej metody jest to, że nie trzeba znakować specyficznych względem antygenu przeciwciał. Pozwala to na użycie różnych przeciwciał pierwszorzędowych, bez potrzeby dodatkowych manipulacji związanych z ich znakowaniem, po czym przeciwciała te mogą zostać wykryte za pomocą zawsze takich samych przeciwciał znakowanych. Poniższy rysunek pokazuje różnice między bezpośrednim (1) i pośrednim (2) testem ELISA (jest to już wynik końcowy, bez ukazywania kolejnych kroków):

### Wykrywanie swoistych przeciwciał testem ELISA
Wspomniany już test podwójnego wiązania służy do wykrywania danego antygenu za pomocą przeciwciał. Sytuację można jednak odwrócić i wykryć przeciwciało za pomocą danego antygenu, co ma duże znaczenie w diagnostyce (np. wykrywanie przeciwciał anty-HIV w przypadku badań na obecność tego wirusa w organizmie chorego). W odróżnieniu jednak od testu podwójnego wiązania, wykrywanie przeciwciał można wykonać jedynie testem pośrednim.

Wykrycie przeciwciał metodą ELISA

W celu wykrycia przeciwciał należy opłaszczyć fazę stałą antygenem (1), przeciwko któremu skierowane są poszukiwane przeciwciała. W przypadku zastosowań diagnostycznych dostępne są zwykle gotowe, opłaszczone antygenem płytki. Na tak przygotowane podłoże nanosi się surowicę pacjenta i po odpowiednim czasie inkubacji płytkę się przepłukuje. Jeżeli przeciwciała skierowane przeciwko antygenowi znajdowały się w surowicy, zwiążą się one z antygenem na płytce (2). Za pomocą drugiego przeciwciała lub innego wyznakowanego ligandu można nie tylko wykryć przeciwciała, ale nawet określić ich klasę (3,4), co może dostarczyć dodatkowych informacji o chorobie lub danych epidemiologicznych (np. obecność tylko przeciwciał IgM świadczy o tym, że chory przechodzi pierwsze w życiu zakażenie danym drobnoustrojem, zaś obecność IgG świadczy o kolejnym zakażeniu).

### Kompetycyjny test ELISA
W kompetycyjnych (rywalizacyjnych) testach ELISA (c-ELISA, z ang. competitive ELISA) wykorzystuje się mieszankę znakowanego antygenu lub przeciwciała, które są dodawane do badanego materiału. Rozpatrzmy najpierw przypadek oznaczania stężenia przeciwciał w surowicy przeciwko danemu antygenowi. Podobnie jak w ELISA mierzących stężenie przeciwciał, faza stała jest opłaszczona odpowiednim antygenem. Jeśli na fazę stałą podziałamy teraz mieszanką badanej surowicy i specyficznego względem danego antygenu przeciwciała monoklonalnego wyznakowanego enzymem, to nastąpi współzawodnictwo pomiędzy przeciwciałami w surowicy a przeciwciałem znakowanym. Jak nietrudno zauważyć, w odróżnieniu od poprzednich metod natężenie reakcji enzymatycznej będzie odwrotnie proporcjonalne do stężenia przeciwciał w surowicy, gdyż im większe będzie ich stężenie, tym mniej znakowanego przeciwciała przyłączy się do antygenu umieszczonego na fazie stałej.
Stosowana jest również alternatywna metoda, w której faza stała jest opłaszczona przeciwciałem, natomiast rywalizacja o miejsca wiążące przeciwciał zachodzi między standaryzowanym, wyznakowanym antygenem, a antygenem zawartym w badanym materiale. Podobnie jak w wersji ze znakowanym przeciwciałem, także tutaj sygnał jest odwrotnie proporcjonalny do stężenia badanego antygenu.